# Groene jery
De groene jery (Neomixis viridis) is een zangvogel uit de familie Cisticolidae.

## Verspreiding en leefgebied
Deze soort is endemisch in Madagaskar en telt twee ondersoorten:
- N. v. delacouri: noordoostelijk Madagaskar.
- N. v. viridis: zuidoostelijk Madagaskar.

## Status
De grootte van de populatie is niet gekwantificeerd maar de soort wordt omschreven als plaatselijk en schaars. Op de Rode lijst van de IUCN heeft deze soort de status niet bedreigd.